# Giuseppe Massari

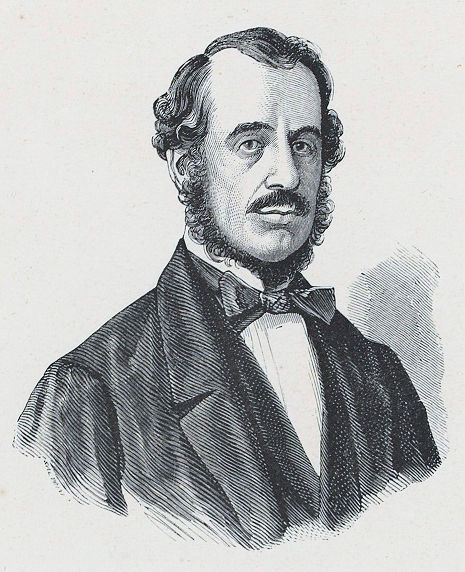

Giuseppe Massari (* 11. August 1821 in Tarent; † 13. März 1884 in Rom) war ein italienischer Politiker und Schriftsteller.

## Leben
1848 war Massari während der politischen Ereignisse in Süditalien und Neapel aktiv und musste deshalb ins Exil (Toskana) gehen. Von dort aus ging er später nach Turin (Piemont), wo er einige Zeit als Herausgeber der Zeitungen Rivista contemporanea und Gazzetta ufficiale Piemontese tätig war. 1860 wählte man ihn zum Abgeordneten ins Parlament, wo er sich als Schriftführer sowie als sachkundiger Redner verdient machte.
Er gab Vincenzo Giobertis Briefwechsel und nachgelassene Werke sowie Cavours Parlamentsreden heraus, sowie Gedächtnisreden auf Giovanni Lanza, Bettino Ricasoli, Massimo d’Azeglio und Vincenzo Gioberti.
Im Alter von 62 Jahren starb Giuseppe Massari am 13. März 1884 in Rom und wurde gemäß Parlamentsbeschluss mit einem Staatsbegräbnis geehrt.

## Werke
- Lettere politiche. Turin 1849.
- Graf Cavour’s Leben und Wirken ("Il conte di Cavour"). Costenoble, Jena 1874 (Anhang: Giuseppina Alfieri: Cavour’s Ende)
- La vita di Vittorio Emanuele II. Barion, Mailand 1935.
- Il generale Alfonso La Marmora. Florenz 1880.
- Il signor Gladstone ed il governo napolitano. Turin 1851